# 安贞街道
安贞街道是北京市朝阳区的一个街道办事处。
东起安定门外大街，与和平街街道、东城区和平里街道相邻，西至昌平路南段，与海淀区、西城区相邻，南至黄寺南里南侧、柳荫公园，与东城区的和平里街道处接壤，北至土城南路，隔北土城遗址与亚运村街道相望。
东西最长2.25公里，南北最宽1.65公里。面积3.6平方公里，居民7.7万人。

## 境内机构
- 教育机构：中国藏语系高级佛学院（西黃寺）、北京联合职业大学、求实中学、安贞里儿童艺术学校。
- 医院：安贞医院、安华医院、广济中医院、美容外科医院。
- 其他：中国木偶剧院、交通报社、冶金报社、石油出版社、朝阳区少儿图书馆

## 下辖社区
安贞街道目前下辖的社区有：
- 安贞西里社区
- 安华西里社区
- 安华里社区
- 安贞里社区
- 裕民路社区
- 黄寺社区